# Diecezja Prizrenu-Prisztiny

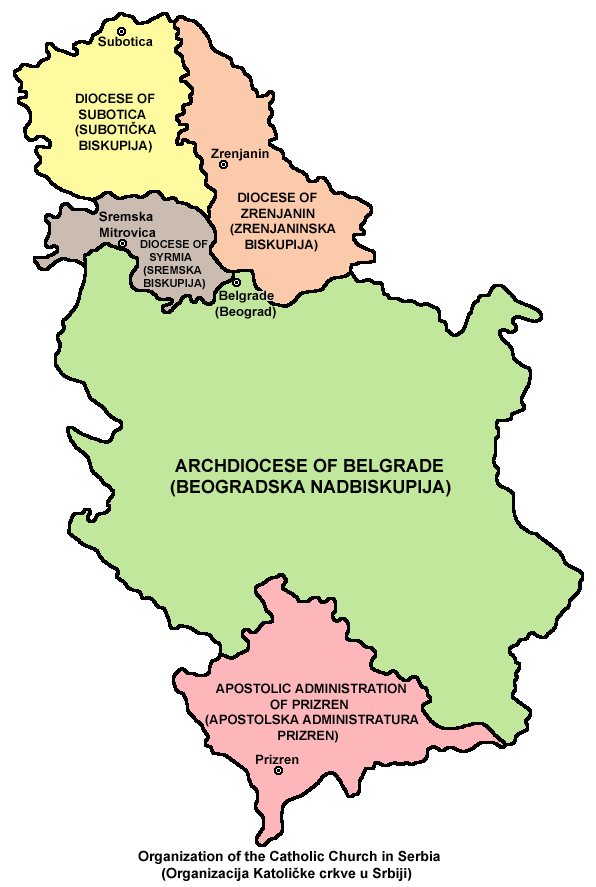
Diecezja Prizren-Prisztina na mapie Serbii i Kosowa
(zaznaczona kolorem różowym)

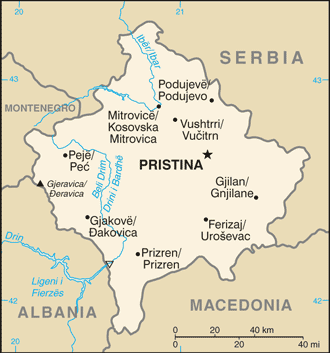
Diecezja na mapie Kosowa

Diecezja Prizren-Prisztina (łac. Dioecesis Prisrianensis; alb. Dioqeza e Prizrenit-Prishtinë) – jedna z 4 diecezji obrządku łacińskiego w Kościele katolickim w Serbii obejmująca swoim zasięgiem Kosowo, ze stolicą w Prisztinie. Erygowana 24 maja 2000 konstytucją apostolską przez Jana Pawła II jako administratura apostolska Prizrenu. Ustanowiona diecezją 5 września 2018 bullą papieską przez Franciszka. Biskupstwo podlega bezpośrednio (do) Stolicy Apostolskiej.

## Historia
Pierwsza diecezja prisztińska została założona w 1000. Została (natomiast) zlikwidowana wraz z najazdem Turków i podbojem przez nich Bałkanów w XV wieku. Obszar Kosowa od XVII wieku podlegał pod archidiecezję skopjejską, przekształconą w 1969 w diecezję skopjejsko-prizreńską.
Po zajęciu Kosowa przez administrację ONZ, dnia 24 maja 2000 papież Jan Paweł II zdecydował się na utworzenie osobnej administracji apostolskiej dla Kosowa. Administraturę zamieszkiwało 66 tys. wiernych, nad którymi opiekę duszpasterską sprawało 62 księży w 24 parafiach.
5 września 2018 papież Franciszek podniósł administraturę do rangi diecezji, nadając jej nazwę Prizren-Prisztina.

## Biskup

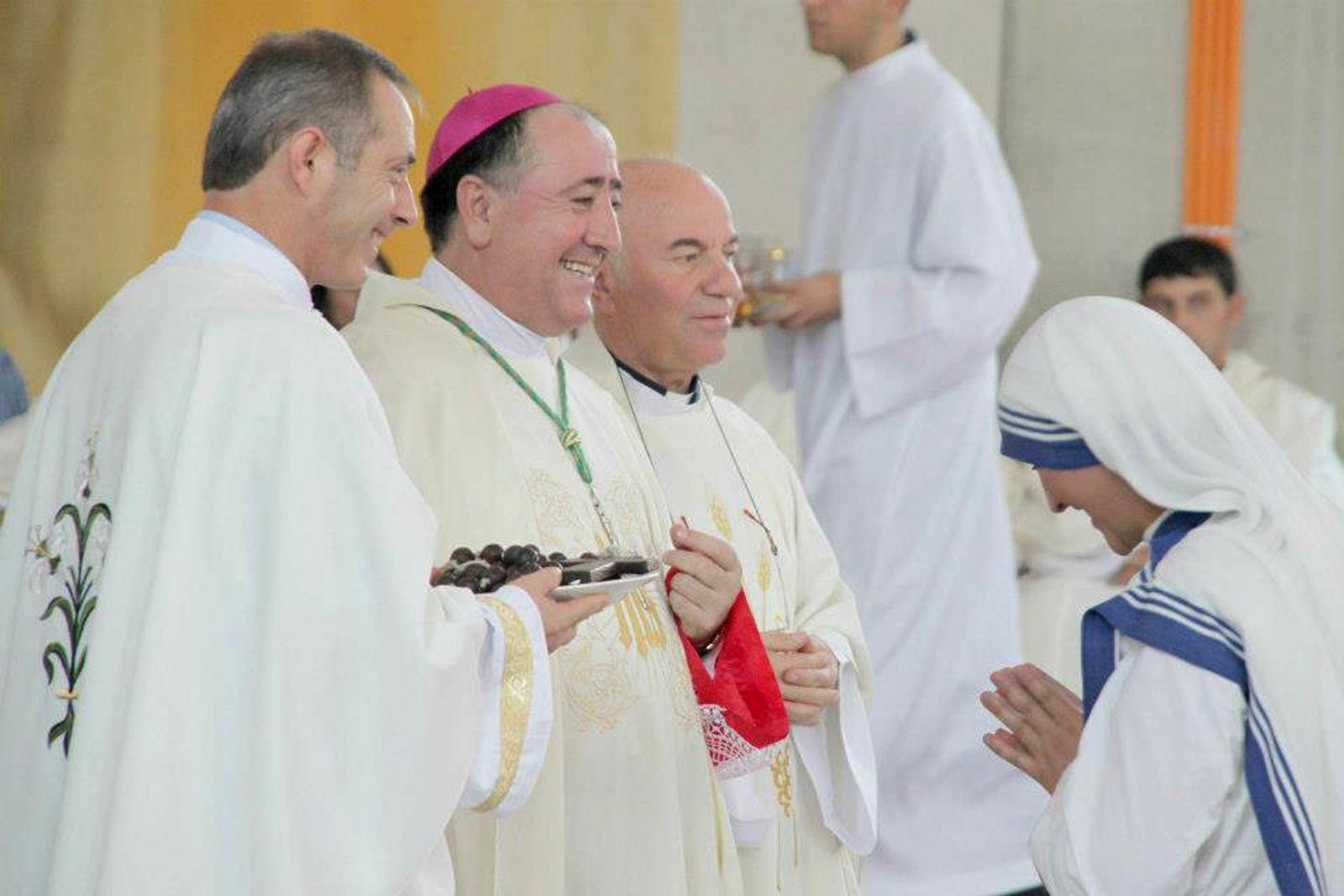
Dodë Gjergji – biskup diecezjalny

### Biskup diecezjalny
- bp Dodë Gjergji – administrator apostolski Prizrenu w latach 2006–2018, ordynariusz Prizrenu-Prisztiny od 2018

## Główne świątynie
- Katedra św. Matki Teresy z Kalkuty w Prisztinie (rocznica poświęcenia: 5 września)
- Konkatedra Matki Bożej Nieustającej Pomocy w Prizrenie

## Galeria

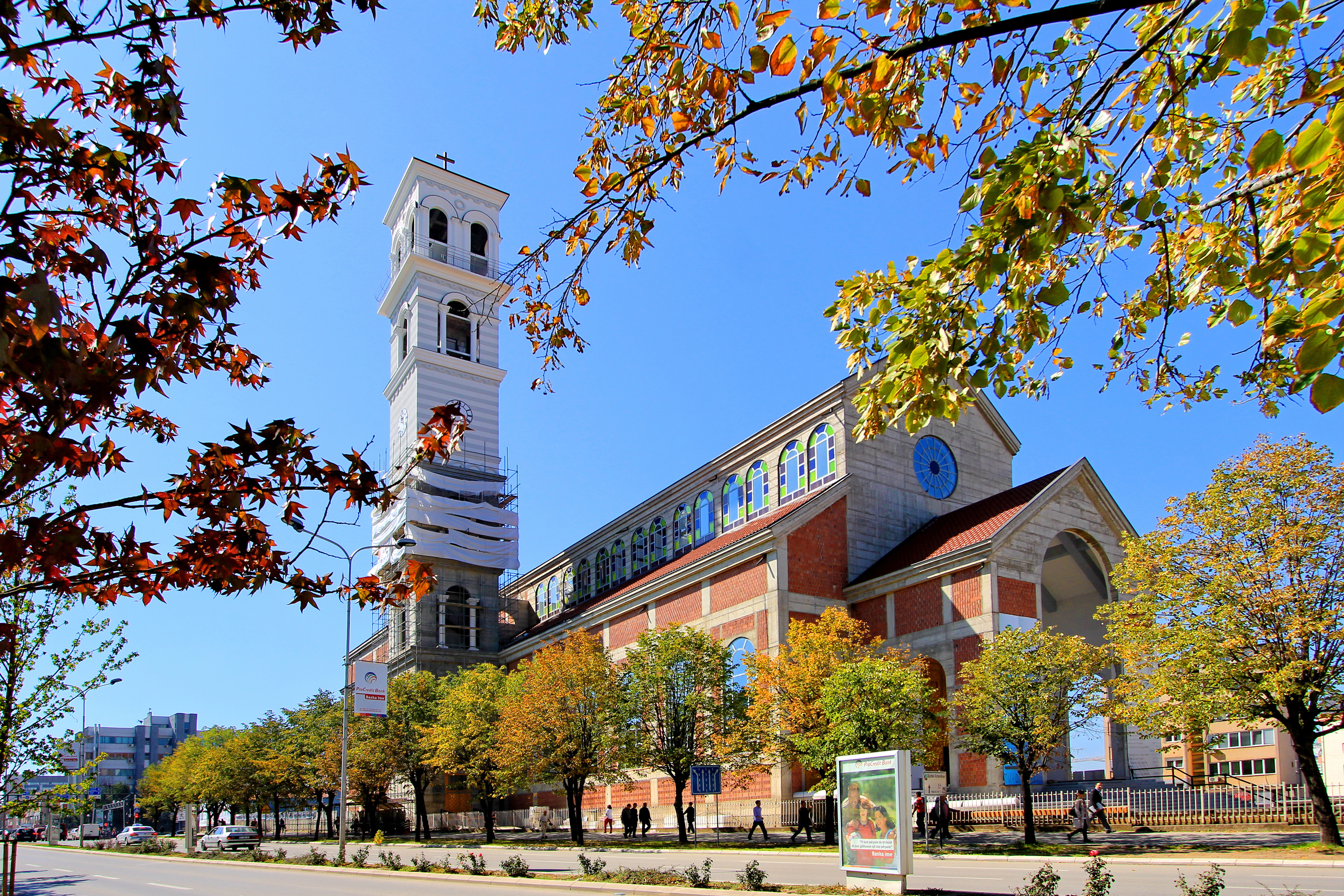
Katedra św. Matki Teresy z Kalkuty w Prisztinie
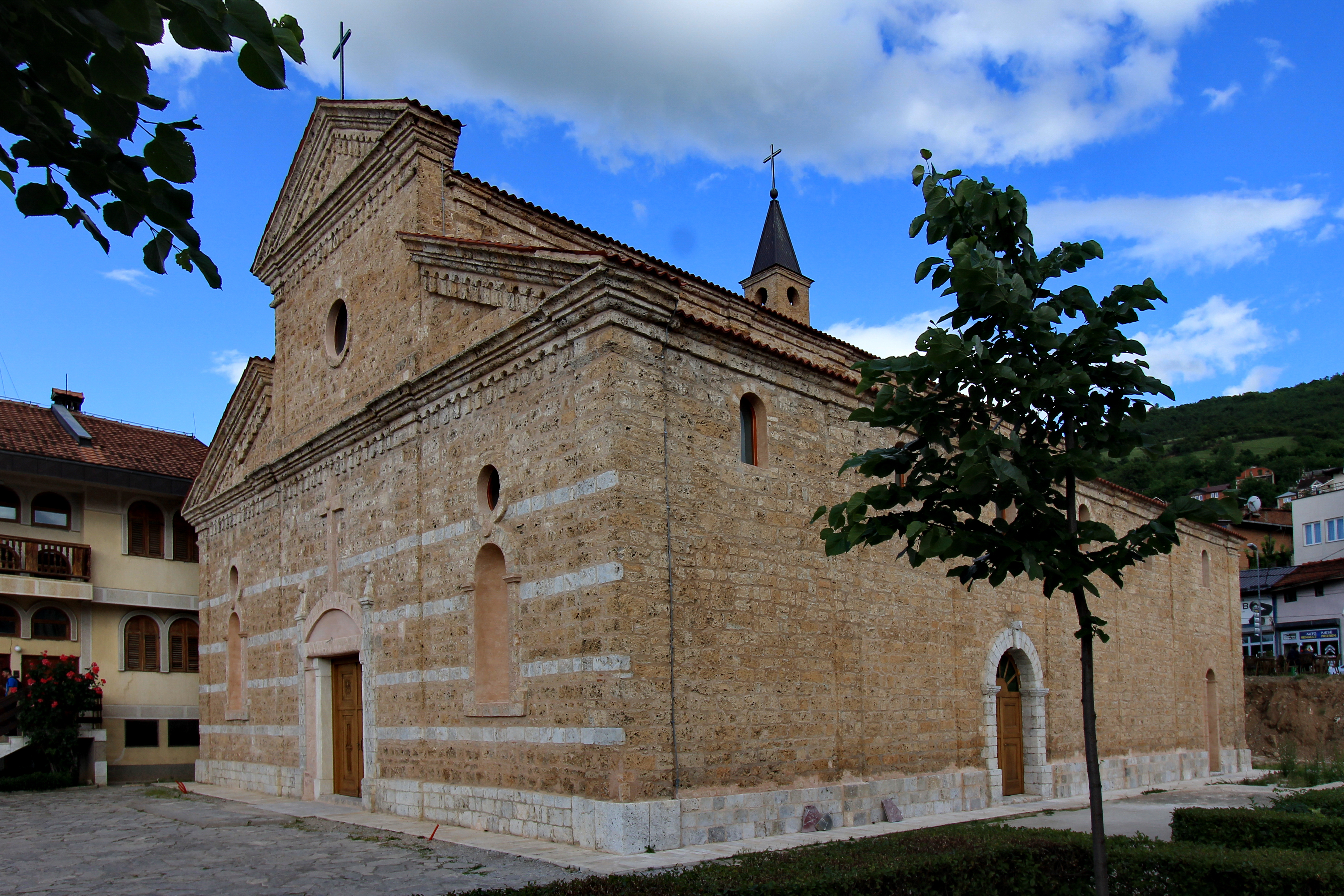
Konkatedra Matki Bożej Nieustającej Pomocy w Prizrenie